# Decodon puellaris
 Decodon puellaris és una espècie de peix de la família dels làbrids i de l'ordre dels perciformes.

## Morfologia
Els mascles poden assolir els 30 cm de longitud total.

## Distribució geogràfica
Es troba des del sud de Florida (Estats Units) fins a Surinam, incloent-hi les Antilles.